# مزرعه چاه بهمن
مزرعه چاه بهمن یک منطقهٔ مسکونی در ایران است که در دهستان حومه (سمنان) واقع شده‌است.